# Klirou
Klirou (grekiska: Kλήρου) är en by i distriktet Nicosia, Cypern, väster om staden Nicosia.
I området finns Troodosbergens ofiolit, som utgörs av 90 miljoner år gamla olika bergartslager av den oceaniska jordskorpan. Denna syns väldigt tydligt längs vägarna i byarna Chandria, Kionia, Klirou och Malounta och  Mathiatis. Av detta skäl sattes byarna och berget Olympus, den 4 februari 2002, upp på Cyperns tentativa världsarvslista.